# Ozodera
Ozodera is een kevergeslacht uit de familie van de boktorren (Cerambycidae). De wetenschappelijke naam van het geslacht werd voor het eerst geldig gepubliceerd in 1840 door Dupont.

## Soorten
Ozodera is monotypisch en omvat slechts de volgende soort:
- Ozodera callidioides Dupont, 1840